# Minamiashigara
Minamiashigara (jap. 南足柄市 Minamiashigara-shi) – miasto w Japonii, w prefekturze Kanagawa, w środkowej części wyspy Honsiu.

## Położenie
Miasto leży w zachodniej części prefektury Kanagawa. Graniczy z:
- Odawarą
- Kaisei
- Yamakitą
- Hakone
- Oyamą

## Historia
W 1889 roku, wraz z wprowadzeniem nowego podziału administracyjnego, w powiecie Ashigarakami powstała wioska Minamiashigara. 1 kwietnia 1940 wioska zdobyła status miejscowości, a 1 kwietnia 1972 roku – status miasta.

## Przedsiębiorstwa
- Fujifilm
- Asahi Beer – browar

## Populacja
Zmiany w populacji Minamiashigary w latach 1970–2015:
| Rok  | Populacja |
| ---- | --------- |
| 1970 | 30 237    |
| 1975 | 36 928    |
| 1980 | 39 919    |
| 1985 | 41 706    |
| 1990 | 42 600    |
| 1995 | 43 596    |
| 2000 | 44 156    |
| 2005 | 44 134    |
| 2010 | 44 020    |
| 2015 | 43 306    |

## Miasta partnerskie
- Holandia: Tillburg